# 豪情
《豪情》是一套香港電影，由古天樂和陳奕迅主演。 影片根據香港色情雜誌大王鍾健強的真實事跡改编而成。
2014年上映的同名電影《豪情3D》，該電影實際上的故事和角色人物和本片沒有關係，該電影同時上映了3D和普通版本，並由古天樂監製和客串，杜汶澤主演。

## 故事大綱
漫畫編輯阿忠（陳奕迅飾）和Andy（古天樂飾），因為工作的出版社倒閉，同告失業。於是他們和三個同事決定投資出版鹹書《豪情》。《豪情》一出街便賣斷市，阿忠和Andy的性幻想亦因此而得到實踐。沉寂一時的鹹書界終於翻生，他們亦成為淫業的英雄。可惜的是他們的價值觀改變了，身邊的引誘又太多了，從而令他們原本穩定的感情生活也受到考驗…

## 演員表
| 演員     | 角色                    |
| 古天樂   | Andy (真實原型: 鍾健強) |
| 陳奕迅   | 陳健忠                  |
| 李修賢   | 張鐵柱警司              |
| 應采兒   | Pamela                  |
| 周麗淇   | KiKi                    |
| 何超儀   | 趙啷啷                  |
| 何韻詩   | Fanny                   |
| 谷祖琳   | 崔波波                  |
| 李丞責   | Mike                    |
| 周子濠   | 阿賓                    |
| 梁嘉傑   | 阿四                    |
| 沈卓盈   | Cindy                   |
| 高志森   | 戴老闆                  |
| 鄒凱光   | 骨場經理                |
| 劉以達   | 唐福哥                  |
| 林子善   | 細馬                    |
| 田啟文   | 大馬                    |
| 林超榮   | 激情攝影師              |
| 李純恩   | 副總編輯                |
| 小室友里 | 激情女郎                |
| 朱野顺子 | 激情女郎                |

## 獎項
| 頒獎典禮             | 獎項       | 名單   | 結果 |
| -------------------- | ---------- | ------ | ---- |
| 第23屆香港電影金像獎 | 最佳女配角 | 何超儀 | 獲獎 |

## 外部連結
- 開眼電影網上《豪情》的資料（繁體中文）
- 香港影庫上《豪情》的資料（繁體中文）
- 豆瓣电影上《豪情》的資料 （简体中文）
- 时光网上《豪情》的資料（简体中文）
- 爛番茄上《豪情》的資料（英文）
- 互联网电影数据库（IMDb）上《豪情》的资料（英文）